# The Ghost Talks (film 1929)
The Ghost Talks è un film del 1929 diretto da Lewis Seiler. La sceneggiatura si basa su Badges, lavoro teatrale di Max Marcin e Edward Hammond, presentato al 49th Street Theatre a Broadway il 3 dicembre 1924.

## Trama
Franklyn Green, diventato investigatore per corrispondenza, lavora come impiegato notturno in un albergo, dove aiuta Miriam Holt, una giovane che cerca di recuperare un milione di dollari rubato allo zio recentemente scomparso. Franklyn smaschera quattro truffatori che cercano di imbrogliare la ragazza, consegnandoli alla polizia e conquistando la bella Miriam.

## Produzione
Il film fu prodotto dalla Fox Film Corporation.

## Distribuzione
Il copyright del film, richiesto dalla Fox Film Corp., fu registrato il 18 dicembre 1928 con il numero LP25921.
Distribuito dalla Fox Film Corporation e presentato da William Fox, il film uscì nelle sale cinematografiche statunitensi il 24 febbraio 1929 dopo essere stato presentato a New York in prima nella settimana del 16 febbraio.